# رشوان سعيد
رشوان سعيد (11 نوفمبر 1942-)، ممثل مصري.

## عن حياته
بدأ نشاطه الفنى في نهاية السبعينيات عقب تخرجه من «المعهد العالى للفنون المسرحية» وعمل بالسينما والمسرح والتليفزيون وقد برع في الأدوار الدينية ويمكن رؤيته في دور «أبو طالب» في مسلسل «رجل الأقدار» عام 2002. ومن أعماله في التليفزيون

## أعماله

### في التلفزيون
- «على هامش السيرة»1978
- «الأزهر الشريف منارة الإسلام»1982
- «القضاء في الإسلام»1995
- «امام الدعاة»2003
- «عرفه البحر» 2012.

### في السينما
- احنا بتوع الاوتوبيس " 1979
- آخر الرجال المحترمين " 1984
- «كل هذا الحب»1988

## روابط خارجية
- رشوان سعيد على موقع الدهليز
- رشوان سعيد على موقع قاعدة بيانات الأفلام العربية